# Веретье (культура)
Мезолитическая культура Веретье (Веретьё) — археологическая культура эпохи мезолита (9 тыс. лет до н. э.), локализованная на юге Архангельской области и севере Вологодской области. Выделена в 1983 году С. В. Ошибкиной на основе археологических исследований стоянки Нижнее Веретье, проведённых в 1978—1980 годах.

## Археологические памятники
Чётко отнесены к культуре Веретье следующие поселения:
- Нижнее Веретьё
- Веретьё I
- Сухое
- Погостище I
- Лукинчиха
- Лёкшма 4[2]
- Могильник Попово
- Могильник Песчаница на Лаче

Памятники расположены компактной группой в системе озёр Воже—Лача, только Погостище I располагается отдельно в 100 километрах к югу. Следы разрушенных стоянок и отдельные находки, характерные для культуры Веретье, отмечаются по рекам Вологда, Тошня, Чагодоща, в верхнем течении реки Сухона у села Шуйское. Все памятники занимают древние берега рек и озёр, устья исчезнувших речек.
Поселения Нижнее Веретьё, Веретьё I, Сухое, Погостище I и могильник Попово, относятся к группе памятников, связанных с торфяными отложениями в низинах рек и озёр.

## История изучения
Исследования поселение Веретье было начато в 1929 г. экспедицией Государственного исторического музея, под руководством М. Е. Фосс. Экспедиция, работавшая в окрестностях озера Лача, занималась обследованием памятников древности, известных по описанию экспедиций И. С. Полякова 1871 и 1873 годов. Стоянка обнаружена на левом берегу реки Кинема, на возвышении с болотной растительностью. Памятник имел два культурных слоя, эпохи мезолита и среднего неолита, получивших названия Нижнее Веретье и Верхнее Веретье.
В 1929 году в километре от впадения Кинемы в озеро Лача экспедицией М. Е. Фосс обнаружен мезолитический могильник Попово в составе десяти погребений взрослых и детей с большим количеством инвентаря в отдельных ритуальных ямах и погребения XII—XIII веков. Погребения мезолита располагались двумя рядами ориентированы на восток или северо-восток.
Стоянка Погостище I на левом берегу реки Модлона была открыта и исследована Брюсовым А. Я., по всей видимости, в 1940-е годы. Датирование стоянки было определено на основе одинаковых с Веретьё I условий залегания культурного слоя. Бедный находками культурный слой позволил С. В. Ошибкиной сделать вывод о временном характере стоянки.
Следующий этап в изучении культуры Веретье связан с полевыми исследованиями Северной экспедиции Института археологии академии наук СССР в 1978 году. Экспедицией была предпринята попытка дополнительного исследования Нижнего Веретьё для уточнения возраста. Результатом исследований явилось открытие нового незатронутого ранее шурфами и раскопами памятника Веретьё I, с залеганием культурного слоя под торфяником на низком берегу.
В этом же году на правом берегу реки Ковжи на болотистой возвышенности обнаружена стоянка Сухое. Название связано с характером местности, где находится многослойный памятник, который с XIX века известен жителям пяти деревень с общим именем Нокола. Культурные слои имеют датирование от эпохи мезолита до раннего бронзового века. В нижнем мезолитическом культурном слое встречены каменные орудия, представленные кремнёвыми скребками, ножевыми пластинами с ретушью. Костяной инвентарь представлен простыми остриями, двумя наконечниками стрел. На стоянке обнаружены остатки жилища наземного типа с очагом.
Стоянка Лукинчиха находится на расстоянии 1,8—2,0 км от современного северного побережья озера Лача в истоке реки Лукинчиха. Обнаружена местными жителями. В 1987 году осмотр местонахождения Лукинчиха провели В. В. Шевелёв и И. С. Манюхин. В Лукинчихе был найден роговой кинжал, покрытый характерным геометрическим орнаментом с одной стороны. Кремнёвые изделия и костяные предметы характерны для позднего периода культуры Веретье и имеют аналогии среди находок на стоянке Нижнее Веретье.

## Человеческие останки
Погребённые в мезолитическом могильнике Попово на Кинеме имеют теснейшее сходство с южнооленеостровцами Онежского озера, оба типа могут быть включены в единый кластер древнейшего европеоидного населения Восточной Европы, отличный от европеоидов Прибалтики и Украины. Костные останки со стоянки Песчаница принадлежали мужчине позднего зрелого возраста. Песчаницкий человек принадлежал к высокорослым долихокранным палеоморфным европеоидам и обладал высоким ростом (~ 175—177 см). Высокорослость Песчаницкого человека не находит аналогий у населения соседних территорий эпохи мезолита, но находится определённое сходство с населением предшествующего верхнепалеолитического времени.

## Палеогенетика
У образца PES001 (10785—10626 лет до н. э., по другим данным назад, а не до н. э., что больше соответствует традиционной датировке) с могильника Песчаница 1 на озере Лача была секвенирована ДНК с покрытием 1,15× и определена Y-хромосомная гаплогруппа R1a5-YP1301 (под R1a1b~-YP1272) (R1a-YP1306* на Yfull) и митохондриальная гаплогруппа U4a1 .
У образца Karavaikha 1 (6457—6258 лет до н. э.) со стоянки Караваиха — митохондриальная гаплогруппа T2a1b1.
У образцов с мезолитической стоянки культуры Веретьё у озера Кубенское в деревне Минино Min11 (8671±48 — 8092±94 лет до н. э.), Min3 (7472±52 лет до н. э.), Min8 (6450 — 5800 лет до н. э.) определена митохондриальная гаплогруппа U4a1, у образцов Min2 и Min5 (8740 — 8420 лет до н. э.) — митохондриальная гаплогруппа U4a2, у образца Min10 (5650 — 4600 лет до н. э., калиброванная дата) — митохондриальная гаплогруппа U4d.
Исследование ДНК у двух индивидуумов с могильника Попово на реке Кинеме, живших 7,5 тыс. л. н., позволило определить митохондриальные гаплогруппы: у образца Po4 — U4, у образца Popovo2 — U4d. У восточного охотника-собитателя (EHG) Popovo 2 исследовалась Y-ДНК, при этом из-за низкого покрытия было невозможно определить Y-хромосомную гаплогруппу.
У собаки Веретьё 1 с мезолитической стоянки Веретьё I, жившей 10,93 тыс. л. н. (некалиброванная дата 9 575 ± 50 лет до настоящего времени), была секвенированая ядерная ДНК. Анализ полных геномов 27 древних собак показал, что уже около 11 тыс. лет назад в Европе, на Ближнем Востоке и в Сибири существовало как минимум пять основных генетических линий собак (неолит Леванта, мезолит Архангельской области, мезолит Байкала, древняя Америка и поющая собака Новой Гвинеи), отличных друг от друга, то есть доместикация собак началась ещё в конце верхнего палеолита — до перехода от плейстоцена к эпохе голоцена. Второй собакой со стоянки Веретьё I у которой была секвенирована ДНК, стал образец Веретьё 2 возрастом около 10 900 лет назад (календарных). В геномах этих собаки есть родословные, связанные как с арктическими (66% и 71%), так и с западно-евразийскими (34% и 29%) линиями, тогда как в геноме собак с острова Жохова, живших на ∼1000 лет позже собак со стоянки Веретьё, отсутствуют линии западно-евразийского происхождения, что указывает на то, что западные родословные линии собак ещё не достигли Сибирской Арктики к 9,5 тыс. лет назад. ДНК древних собак, найденных на мезолитической стоянке Веретьё, в районе озера Байкал (Baikal dogs), в Северной Америке и на острове Жохова, похожа на ДНК современных новогвинейских поющих собак. Собака со стоянки Веретьё связана с восточной предковой линией (Eastern progenitor).

## Хронология культуры Веретье
Хронология привязана С. В. Ошибкиной к десяти абсолютным датам поселения Веретьё I. Датировки выполнены методом радиоуглеродного анализа по образцам угля, обработанного рога, торфа, необработанного и обугленного дерева, и имеют временной интервал от 9370 +/-80 — до 8200 +/-80 лет назад.
Также методом радиоуглеродного анализа по костному материалу определён возраст могильников:
- Попово — ранняя группа: погребение 9 — 9730±110, п. 3 — 9520±130, п. 1 — 9430±150 лет назад, поздняя группа: погребение 6 — 7510±150, п. 8 — 7150±160 лет назад.
- Песчаница — 9810±120 лет назад.
- Лукинчиха — 6880±40, калиброванная дата — 5950-5530 лет назад[6].

## Территориальные границы
Известные аналогии в стратегии освоения северных территорий населением культуры Веретье и наборе их инвентаря имеются восточнее на стоянках Явроньга 1 (8530 л. н., озеро Красный Окунь в бассейне реки Пинега), Пижма 2 (озеро Ямозеро в бассейне реки Печора), Вис 1 и Висский 1 торфяник (8480—7330 л. н., озеро Синдорское в бассейне реки Вымь). На основании материалов данных памятников предполагается распространение элементов культуры Веретье в восточном направлении, против чего выступает С. В. Ошибкина, так как, по её мнению, там, где заканчиваются памятники культуры Веретье, начинается «мезолит восточных территорий Севера Европы».